# Takhté siah
Takhté siah (no Brasil, O Quadro Negro) é um filme de drama iraniano de 2000 dirigido e escrito por Samira Makhmalbaf. Estrelado por Said Mohamadi e Behnaz Jafari, venceu o Prêmio do Júri do Festival de Cannes.

## Elenco
- Said Mohamadi - Said
- Behnaz Jafari - Halaleh
- Bahman Ghobadi - Reeboir
- Mohamad Karim Rahmati	- pai
- Rafat Moradi - Ribvar